# Frostbergtjärnen
Frostbergtjärnen är en sjö i Strömsunds kommun i Jämtland och ingår i Ångermanälvens huvudavrinningsområde. Sjön har en area på 0,307 kvadratkilometer och ligger 399,2 meter över havet.

## Delavrinningsområde
Frostbergtjärnen ingår i det delavrinningsområde (714243-144767) som SMHI kallar för Mynnar i Stor-Baksjön. Medelhöjden är 391 meter över havet och ytan är 16,45 kvadratkilometer. Det finns inga avrinningsområden uppströms utan avrinningsområdet är högsta punkten. Vattendraget som avvattnar avrinningsområdet har biflödesordning 4, vilket innebär att vattnet flödar genom totalt 4 vattendrag innan det når havet efter 279 kilometer. Avrinningsområdet består mestadels av skog (72 procent). Avrinningsområdet har 4,03 kvadratkilometer vattenytor vilket ger det en sjöprocent på 24,4 procent.